# Arado SC I
Die Arado SC I ist ein in den 1920er Jahren entwickeltes deutsches Schulflugzeug und das erste in einer kleineren Serie gebaute Modell der Arado Flugzeugwerke in Warnemünde.

## Entwicklung
Die Konstruktion führte Arados Chefkonstrukteur Walter Rethel 1926 aus. Offiziell wurde die Türkei als Auftraggeber genannt, inoffiziell stand die Reichswehr hinter diesem Projekt, die wohl auch eine eventuelle Eignung zum behelfsmäßigen Aufklärer ins Auge fasste, worauf das „C“ im Typenkürzel schließen lässt, während „S“ für Schulflugzeug steht. Die 13 bestellten Flugzeuge, ein weiteres baute Arado auf eigenes Risiko, wurden dann auch zum größten Teil für die als getarnte Ausbildungsorganisation für Militärpiloten fungierende Deutsche Verkehrsfliegerschule registriert und in deren Standorten in Schleißheim und Staaken eingesetzt. Vier gingen später in den Bestand der Deutschen Versuchsanstalt für Luftfahrt in Berlin-Adlershof über, eine davon wurde 1934 an den Deutschen Luftsportverband abgegeben. Die letzte SC I wurde noch bis in die zweite Hälfte der 1930er Jahre geflogen und im März 1937 aus der Luftfahrtrolle gestrichen, der größere Teil war aber bereits bis 1932/33 aus dem Register gelöscht worden.
Eine SC I wurde von August bis September 1927 bei der Erprobungsstelle See in Travemünde für Motorkühlversuche mit Äthylenglykol verwendet, bevor sie der DVS in Schleißheim übergeben wurde.

## Aufbau
Die SC I ist ein freitragender Anderthalbdecker in Gemischtbauweise. Den Rumpf bildet ein geschweißtes Stahlrohrfachwerk mit rechteckigem Querschnitt, im Motorbereich mit Aluminiumblechen beplankt und im übrigen mit Stoff bespannt. Der Rumpfrücken besitzt eine abnehmbar gestaltete, halbrunde Abdeckung aus Sperrholz. Zu Wartungsarbeiten kann das Triebwerk nach unten ausgeklappt werden. Die beiden hintereinander getrennt angeordneten Besatzungskabinen sind mit einer Doppelsteuerung ausgestattet, die im Führerraum des Flugschülers durch den Fluglehrer während des Fliegens deaktiviert werden kann.
Das Tragwerk ist stark gestaffelt in Anderthalbdeckerkonfiguration angeordnet, wobei der obere Flügel eine erheblich größere Spannweite aufweist als der untere. Die zweiholmigen Tragflächen bestehen aus Holz und sind an Unterseite und Vorderkante mit Sperrholz beplankt, während die Oberseite Stoffbespannung besitzt. Der Oberflügel ist mit Gelenken an den Baldachin des leicht abnehmbaren Mittelteils angeschlossen und mit schräggestellten N-Stielen mit dem Unterflügel und umgekehrten V-Stielen mit dem Rumpf verbunden. Die Flügel- und Stielanschlussstellen bestehen aus Duraluminbeschlägen mit eingefassten Stahlbuchsen. Über Querruder verfügt nur der Oberflügel. Das Leitwerk besteht aus mit Stoff bespannten Stahlrohrrahmen mit ausgeglichenen Rudern und im Flug verstellbarer Höhenflosse. Das Hauptfahrwerk ist starr mit durchgehender Achse und gummibandgefedert. Am Heck befindet sich ein ebenfalls gummigefederter Schleifsporn.
Der Rumpf, das Leitwerk und der Motorblock der SC I sowie sämtliche geschweißten Beschläge erhielten einen Anstrich aus Aluminium-Feuerbronze, der bei Deformationen abplatzte und so die betroffenen Stellen sichtbar machte.

## Technische Daten

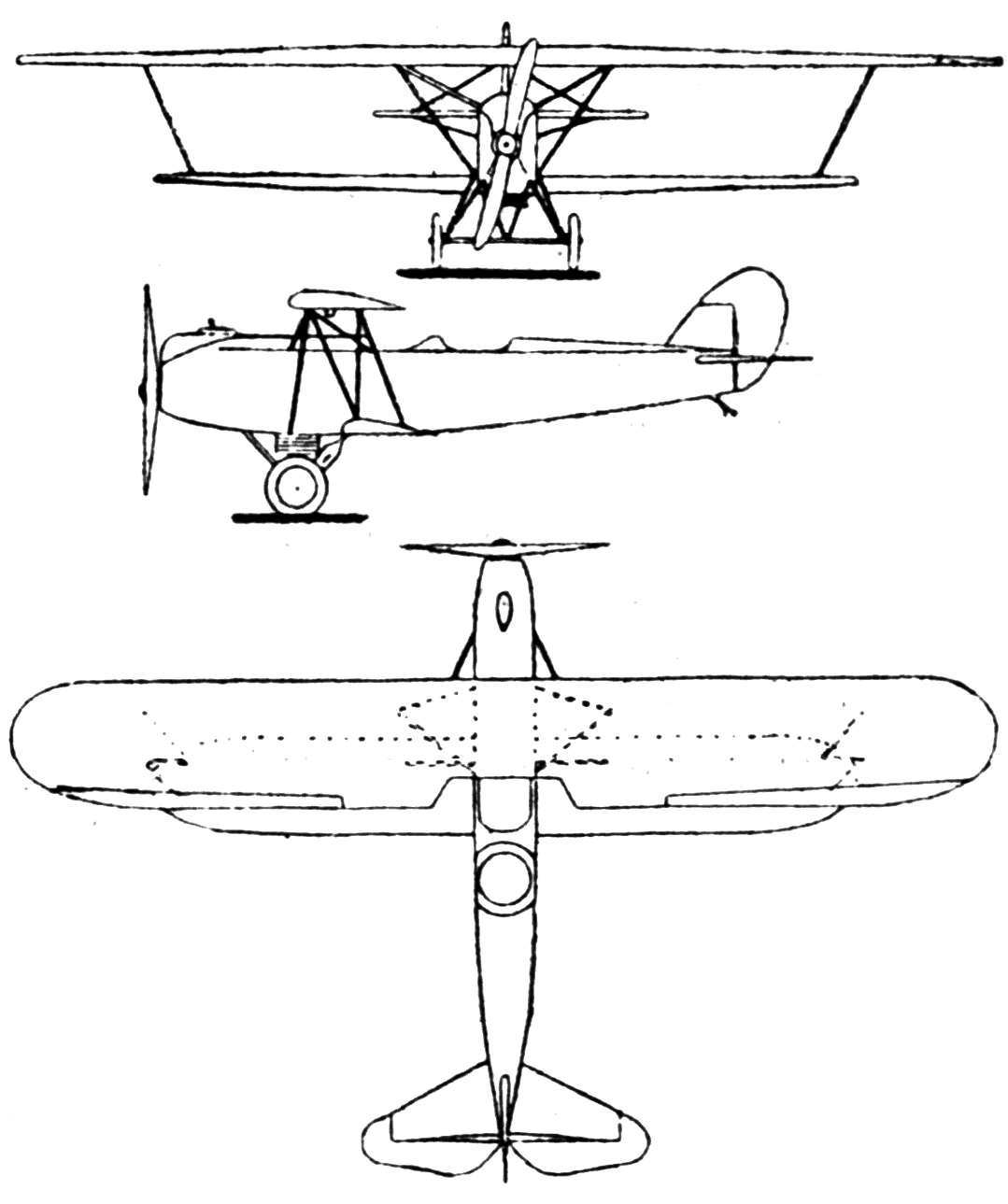
Dreiseitenansicht

| Kenngröße                   | Daten                                                        |
| --------------------------- | ------------------------------------------------------------ |
| Besatzung                   | 1–2                                                          |
| Spannweite                  | oben 12,82 m unten 9,14 m                                    |
| Länge                       | 8,70 m                                                       |
| Höhe                        | 3,10 m                                                       |
| Flügelfläche                | 29,32 m²                                                     |
| Flächenbelastung            | 51,2 kg/m²                                                   |
| Leistungsbelastung          | 6,5 kg/PS                                                    |
| Leermasse                   | 1000 kg                                                      |
| Zuladung                    | 500 kg                                                       |
| Startmasse                  | 1500 kg                                                      |
| Antrieb                     | ein flüssigkeitsgekühlter Sechszylinder-Viertakt-Reihenmotor |
| Typ                         | BMW IV                                                       |
| Startleistung Dauerleistung | 275 PS (202 kW) 230 PS (169 kW) in 4000 m                    |
| Kraftstoffvolumen           | 410 l                                                        |
| Höchstgeschwindigkeit       | 183 km/h in Bodennähe 180 km/h in 1000 m                     |
| Reisegeschwindigkeit        | 160 km/h in Bodennähe                                        |
| Landegeschwindigkeit        | 80–85 km/h                                                   |
| Steigzeit                   | 4 min auf 1000 m Höhe 9,5 min auf 2000 m Höhe                |
| Dienstgipfelhöhe            | 5200 m                                                       |
| Reichweite                  | 900 km                                                       |
| Flugdauer                   | 6 h                                                          |
| Start-/ Landerollstrecke    | 80 m/90 m                                                    |